# Wielkie Oczy (gromada)
Wielkie Oczy – dawna gromada, czyli najmniejsza jednostka podziału terytorialnego Polskiej Rzeczypospolitej Ludowej w latach 1954–1972.
Gromady, z gromadzkimi radami narodowymi (GRN) jako organami władzy najniższego stopnia na wsi, funkcjonowały od reformy reorganizującej administrację wiejską przeprowadzonej jesienią 1954 do momentu ich zniesienia z dniem 1 stycznia 1973, tym samym wypierając organizację gminną w latach 1954–1972.
Gromadę Wielkie Oczy z siedzibą GRN w Wielkich Oczach utworzono – jako jedną z 8759 gromad na obszarze Polski – w powiecie lubaczowskim w woj. rzeszowskim na mocy uchwały nr 26/54 WRN w Rzeszowie z dnia 5 października 1954. W skład jednostki weszły obszary dotychczasowych gromad Wielkie Oczy, Wólka Żmijowska, Żmijowiska i Skolin ze zniesionej gminy Wielkie Oczy w tymże powiecie. Dla gromady ustalono 14 członków gromadzkiej rady narodowej.
31 grudnia 1961 do gromady Wielkie Oczy włączono wsie Kobylnica Wołoska, Kobylnica Ruska i Potok Jaworowski ze zniesionej gromady Kobylnica Wołoska ze zlikwidowanego powiatu radymniańskiego w tymże województwie (włączonej równocześnie do powiatu lubaczowskiego).
1 stycznia 1969 do gromady Wielkie Oczy włączono wieś Majdan Łukawiecki ze zniesionej gromady Łukawiec w tymże powiecie.
Gromada przetrwała do końca 1972 roku, czyli do kolejnej reformy gminnej. 1 stycznia 1973 w powiecie lubaczowskim reaktywowano gminę Wielkie Oczy (gmina Wielkie Oczy do wybuchu II wojny światowej należała do powiatu jaworowskiego w woj. lwowskim).